# Kollumeroord

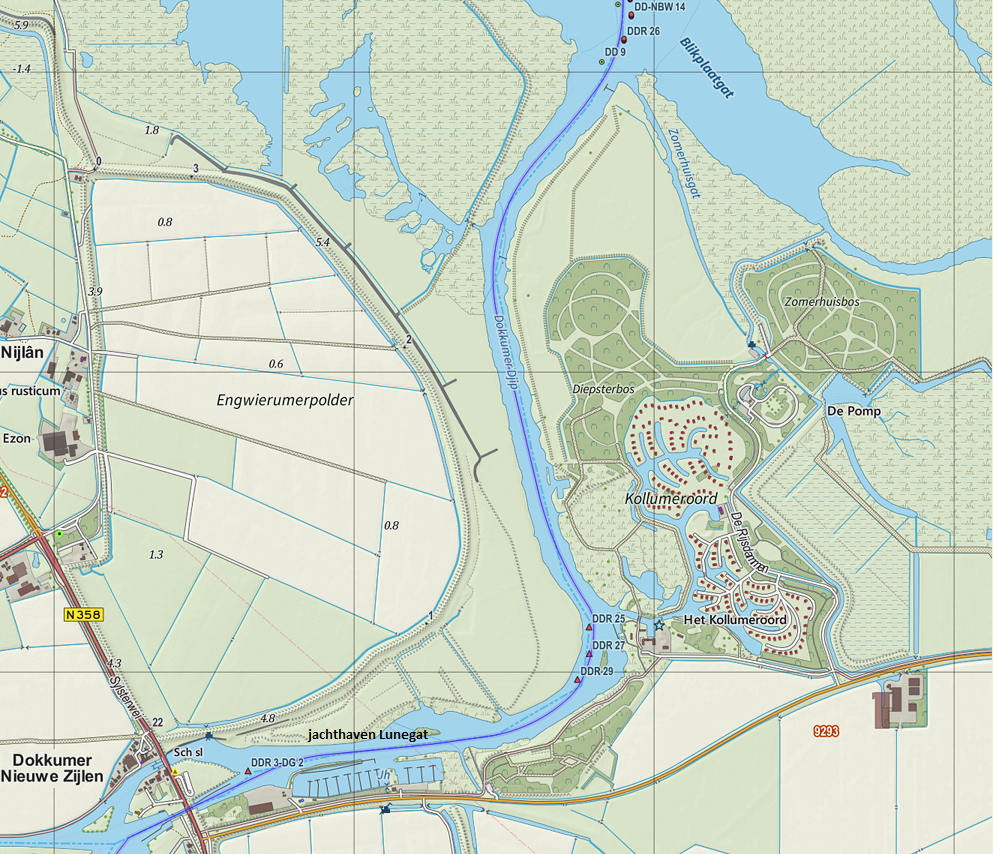
Kollumeroord. Op deze kaart staan alle vakantiewoningen al ingetekend. Echter, alleen het noordelijke deel is daadwerkelijk gebouwd.

Kollumeroord is een recreatiegebied van ongeveer 200 hectare in de Kollumerwaard op de voormalige Blikplaat in het zuidelijke en Friese deel van het Nederlandse natuurgebied Lauwersmeer. Het gebied is in beheer bij Staatsbosbeheer, dat een aantal routes heeft uitgezet in het gebied.

## Geografie
Kollumeroord wordt in het zuiden van een landbouwgebied gescheiden door de Kwelderweg (weg tussen Dokkumer Nieuwe Zijlen en Nittershoek). In het westen wordt de grens gevormd door het Dokkumerdiep, in het noordoosten door het Blikplaatgat en in het oosten grenst het aan het moerasgebied van de Pompsterplaat. Vanuit het noordelijke deel stroomt het Zomerhuisgat naar het noorden toe uit in het Blikplaatgat. 
Op het terrein is ongeveer 70 hectare bos aangelegd: Het zuidwestelijke Diepsterbos en het noordoostelijke Zomerhuisbos. In de beide bossen zijn vooral zwarte populieren, witte en grauwe abelen, elzen en schietwilgen geplant. Het vormt de broedplaats voor een groot aantal vogelsoorten, waaronder de grote bonte specht en de zomertortel. Tijdens de vogeltrek strijken hier veel zangvogels neer, zoals goudhaantjes en matkoppen. Rondom liggen rietvelden en vochtige graslanden, die worden onderhouden door grote grazers (Schotse hooglanders). In de rietvelden leven moerasvogels zoals de roerdomp en de bruine kiekendief. Het noordelijke deel is open natuurgebied en is grotendeels ontoegankelijk gemaakt. De bossen en open natuurgebieden vormen sinds 2003 onderdeel van het Nationaal Park Lauwersmeer. 
In het gebied zijn verblijfsaccommodatie 'Natuurlijk Kollumeroord' met restaurant Het Roode Hoofd, Villapark Lauwerssee en natuurkampeerterrein De Pomp gevestigd. Het zuidwestelijke deel wordt ingenomen door jachthaven Lunegat.

## Geschiedenis
Het terrein van Kollumeroord werd bij de sluiting van de Lauwerszee aangewezen als recreatiegebied. In 1972 werd een begin gemaakt met de aanleg van de Kwelderweg ter ontsluiting van het zuidelijke deel van het Lauwersmeergebied, waaronder Kollumeroord. In 1975 werd het gebied klaargemaakt voor recreatie door ontwatering, de aanleg van wegen en bekading langs het meer. Tussen 1978 en 1981 werden de bossen ingeplant. Gekozen werd voor een 'speelse' aanleg om de aantrekkelijkheid van de bossen voor recreanten te vergroten.
In 1971 werd het eerste deel van jachthaven Lunegat aangelegd. In 1976 werd de jachthaven voltooid. De jachthaven kreeg 350 ligplaatsen op een terrein van 5 hectare. De gemeente Kollumerland ging de haven zelf exploiteren. In 1999 werd de haven door de gemeente echter verkocht aan een ondernemer. Tussen 1989 en 1990 werd er ook een klein haventje aangelegd aan noordwestzijde van het gebied aan het Dokkumerdiep, dat fungeert als aanlegplaats voor passanten.
In 1972 werden de eerste plannen voor het gebied bekend: Er moest een camping met 3000 slaapplaatsen komen en 150 tot 200 vakantiehuisjes. In de loop der tijd werd duidelijk dat deze aantallen nooit gehaald zouden worden. In 1978 werd een bestemmingsplan opgesteld voor het gebied, waarin het aantal kampeerplaatsen was teruggeschroefd tot 300, waarvan 120 op een toeristisch kampeerterrein, 120 plekken voor stacaravans waren bestemd en 60 plekken zouden komen op een extensief kampeerterrein. Daarbij werd echter nog rekening gehouden met ongeveer 2500 recreanten op de camping in het hoogseizoen. Uiteindelijk werden alleen de 60 extensieve plekken gerealiseerd in het begin van de jaren 1980. Deze vormen sindsdien natuurkampeerterrein De Pomp. 
In het bestemmingsplan van 1978 was ook 10 hectare gereserveerd voor 100 tot 150 vakantiewoningen. In 1985 werd echter een veel groter plan gelanceerd: Het zogenoemde 'Bungotel Kollumeroord' dat voorzag in 260 vakantiehuizen rond een complex met een zwembad, bowling- en/of kegelbanen, sauna- en fitnesscentrum, restaurant, bar, zalencentrum, 4 tennisbanen, midgetgolfbaan, kinderboerderij, openluchttheater, speelvijver met waterfietsen, botenverhuur, fietsencrossbaan en aantal speelvelden. Een deel van de 20 miljoen gulden die het zou kosten om dit te realiseren werd toegezegd door het toenmalige kabinet. Reeds in 1986 werd dit plan echter alweer afgeblazen bij gebrek aan een geïnteresseerde belegger. Begin jaren 1990 werd een nieuw en kleinschaliger plan gemaakt voor 100 tot 175 zogenoemde 'waddenwoningen' naar ontwerp van Pieter de Bruin uit Buitenpost. Ook hier kwam echter weinig van terecht. De provincie Friesland begon zich rond de eeuwwisseling in verband met de enorme groei van het aantal vakantieparken binnen de provincie ook te keren tegen de bouw van nieuwe grootschalige parken met vakantiewoningen, waarbij ook Kollumeroord werd genoemd. Uiteindelijk werd in 2005 dan toch begonnen met de bouw van een klein aantal vakantiehuizen door projectontwikkelaar Jan Smeeing; het begin van Villapark Lauwerssee. Smeeing wilde 175 huizen bouwen, maar vooralsnog is het bij 15 huizen gebleven en liggen de resterende bouwkavels braak.
Begin jaren 1990 werd door de christelijke jongerenorganisatie YMCA Nederland een plan gepresenteerd voor de bouw van een watersportcentrum voor kansarme jongeren met logiesruimten. Dit 'YMCA watersport- en natuurcentrum Het Kollumeroord' werd uiteindelijk na veel vertraging gebouwd tussen 1998 en 1999. Vervolgens ging het watersportcentrum mede door de afsluiting van het gebied tijdens de MKZ-crisis echter in 2002 failliet. Het watersportcentrum werd vervolgens overgenomen door een ondernemer, die het omdoopte tot 'Vakantiecentrum Kollumeroord' en er restaurant 'Het Roode Hoofd' opende. In 2005 ging deze ondernemer echter ook failliet, waarop de huidige uitbater 'Natuurlijk Kollumeroord' erin trok. Deze richtte in 2011 Logeerhuis Krollefier op in het watersportcentrum voor kinderen en jongeren met een verstandelijke beperking.

## Galerij

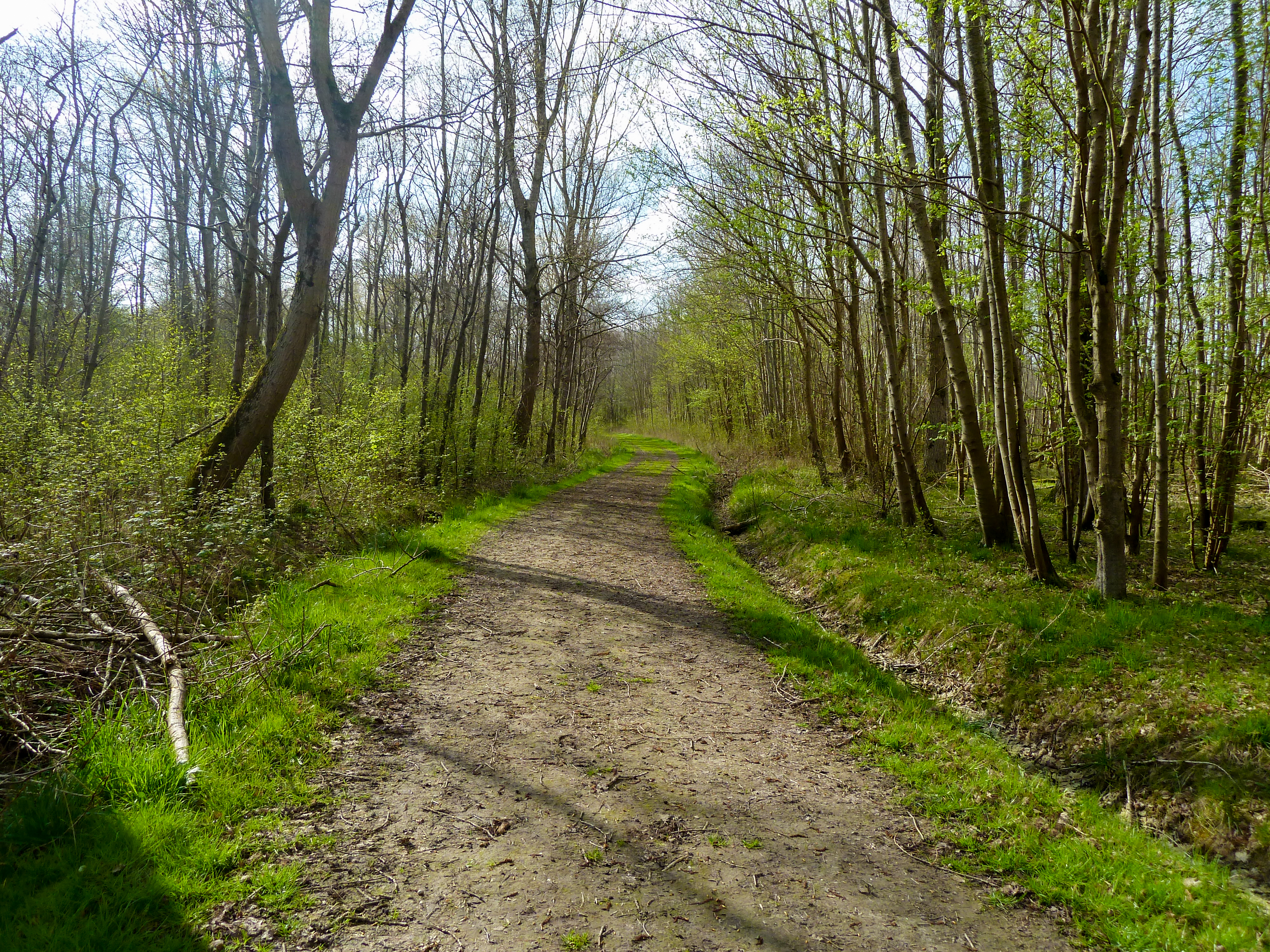
Diepsterbos
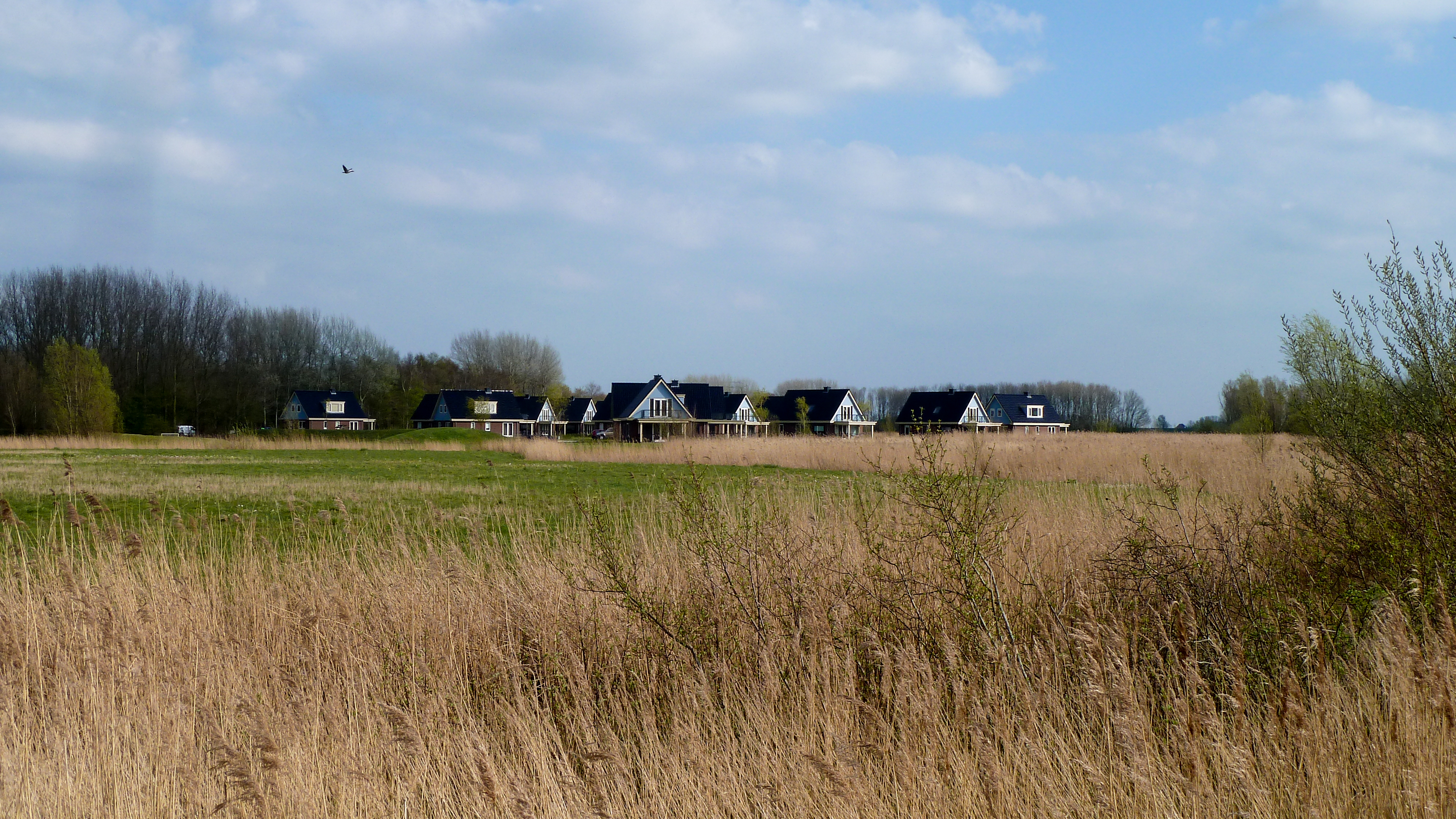
Villapark Lauwerssee
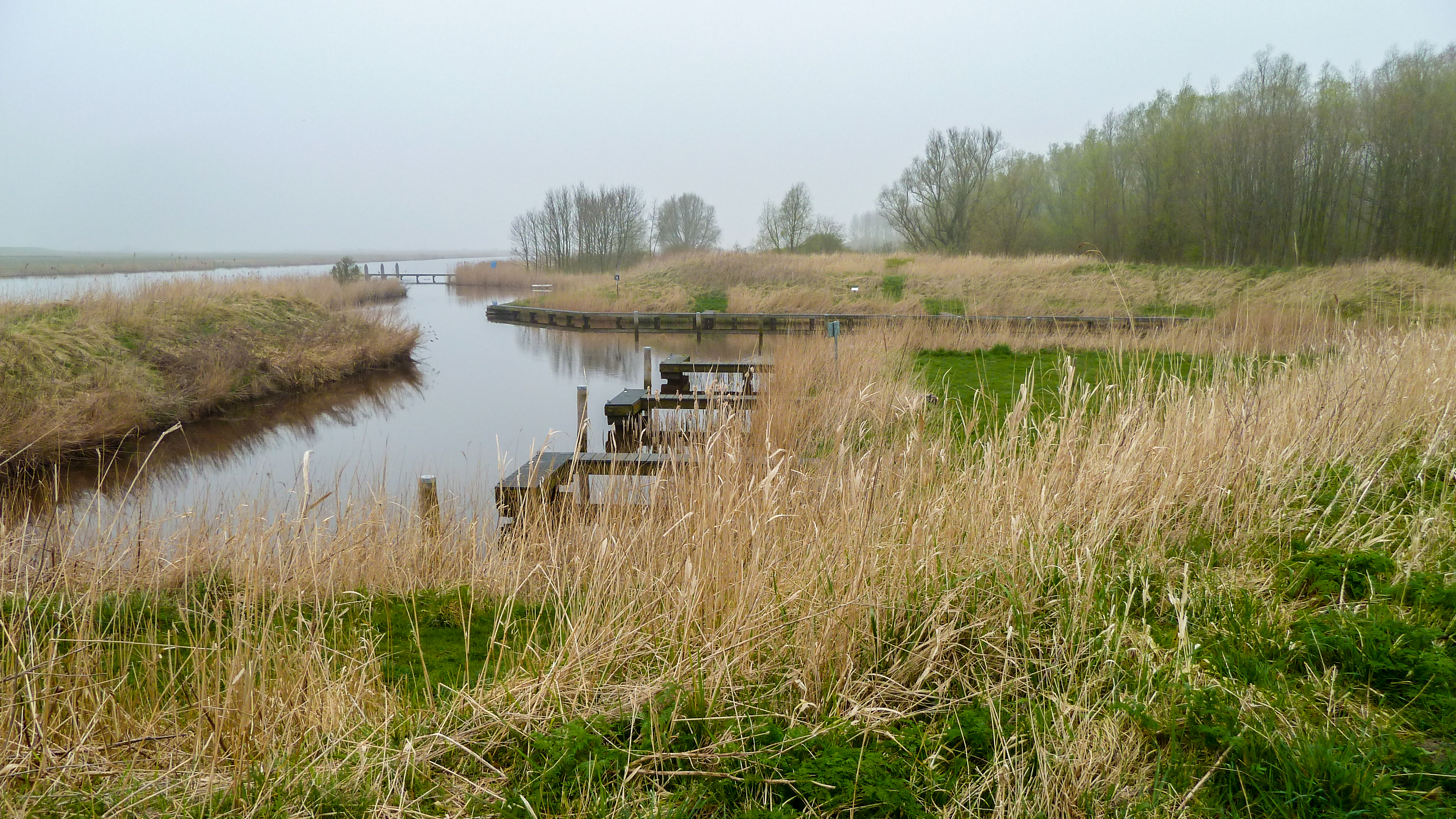
Haventje aan het Dokkumerdiep
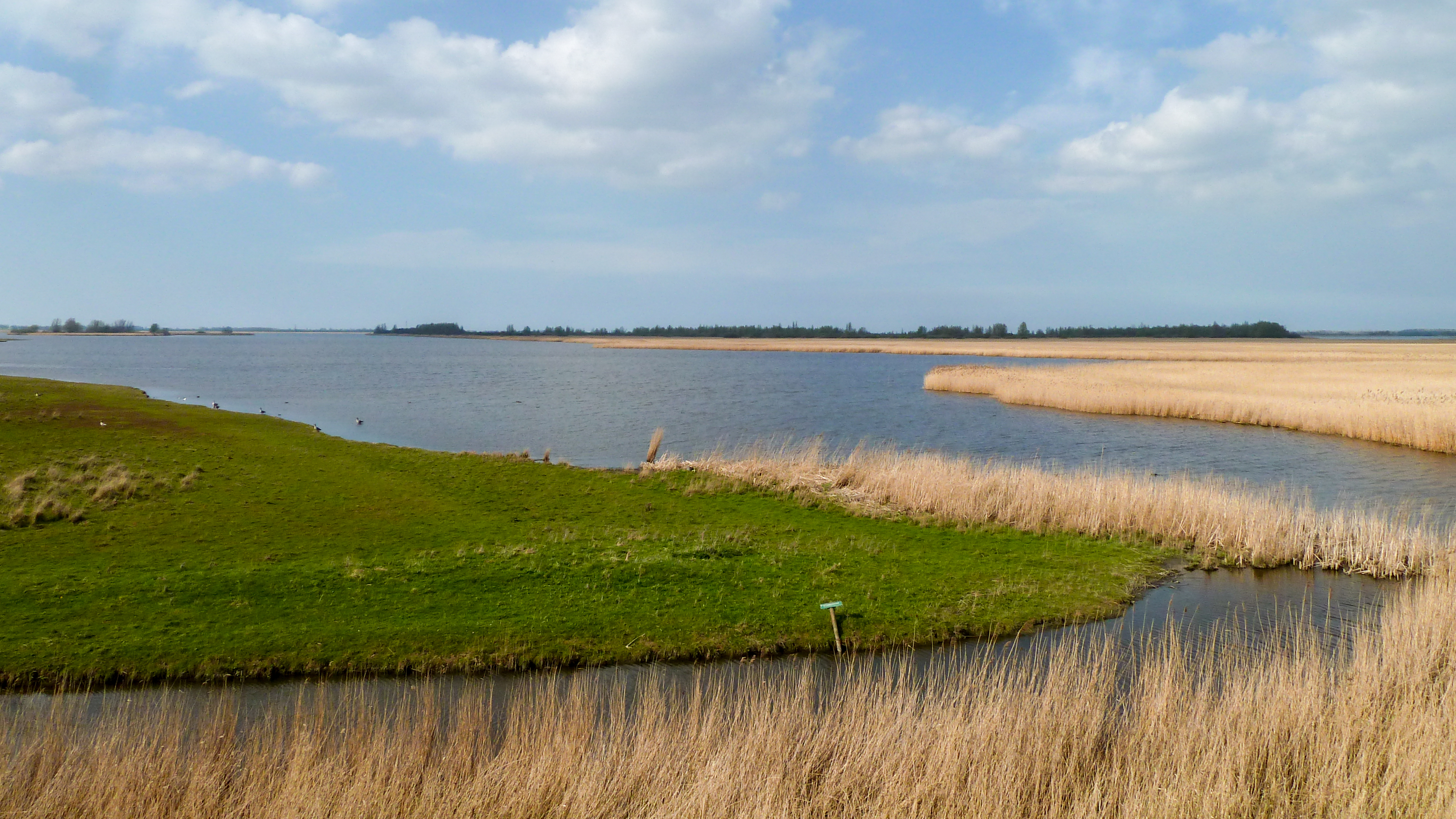
Blikplaatgat gezien vanaf het Zomerhuisbos